# Messiah’s Kiss
Messiah's Kiss — немецкая пауэр-метал-группа, основанная в 2001 году. Участники группы родом из разных стран — Германии, США и Великобритании. Музыканты Ясон Бенкс и Уейн Бенкс — братья.
Messiah's Kiss играют традиционный пауэр метал, в котором заметно сильное влияние хэви и спид-метала.

## Дискография
- 2002: Prayer for the Dying
- 2004: Metal
- 2007: Dragonheart